# Hsisosuchus
Hsisosuchus è un genere estinto di rettili, appartenente ai crocodilomorfi. Visse tra il Giurassico medio e il Giurassico superiore (Batoniano - Oxfordiano, circa 167 - 158 milioni di anni fa) e i suoi resti fossili sono stati ritrovati in Cina.

## Descrizione
Questo animale, abbastanza simile a un odierno coccodrillo, era lungo circa tre metri. Il cranio era relativamente robusto, soprattutto se rapportato a quello della maggior parte dei crocodilomorfi della sua epoca. Al contrario dei coccodrilli attuali, sembra che Hsisosuchus fosse dotato di zampe più adatte alla locomozione terrestre, forti e robuste. Un'altra importante differenza di Hsisosuchus rispetto ai coccodrilli attuali era data dalla dentatura: essa era infatti costituita da denti appiattiti lateralmente e seghettati (noti come denti zifodonti), superficialmente simili a quelli di altri coccodrilli tipicamente terrestri come Boverisuchus e Sebecus, tutte forme non strettamente imparentate fra loro.

## Classificazione
I primi fossili di Hsisosuchus vennero descritti nel 1953 da C. C. Young, provenivano dalla formazione Shangshaximiao (successivamente nota come Dashanpu) e risalivano all'Oxfordiano. I resti della specie tipo (Hsisosuchus chungkingensis), rinvenuti nella provincia di Sichuan nei pressi della città di Chongqing, comprendevano un cranio quasi completo e osteodermi caudali. Altri fossili di questa specie, più completi, furono rinvenuti in seguito nel medesimo giacimento (Li et al., 1994). 

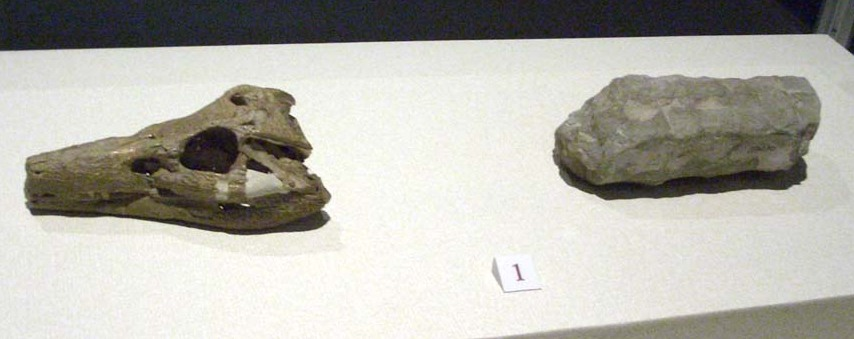
Olotipo di Hsisosuchus chungkingensis

Al genere Hsisosuchus sono state ascritte altre due specie: una, H. dashanpuensis, proviene dalla parte bassa della formazione Dashanpu (ex formazione Xiashaximiao, Batoniano) e differisce dalla specie tipo per alcuni dettagli cranici, come le coane più anteriori e il ramo palatino dello pterigoide più allungato (Gao, 2001); l'altra, H. chowi, proviene dalla parte alta della formazione Dashanpu (ex Shangshaximiao) ed è nota per uno scheletro quasi completo comprendente un cranio quasi integro di 25 centimetri, mandibole, gran parte della colonna vertebrale, parte dei cinti pettorale e pelvico, gran parte delle zampe anteriori, frammenti di quelle posteriori e numerosi osteodermi. Questa specie, coeva e vissuta nella stessa zona della specie tipo, se ne distingueva per alcuni dettagli del cranio e dello scheletro (Peng e Shu, 2005). 
Hsisosuchus è a volte posto in una famiglia a sé stante (Hsisosuchidae), forse vicina all'origine del grande clade Mesoeucrocodylia, comprendente numerose forme estinte ma anche i coccodrilli odierni. In ogni caso, la scoperta di forme come Hsisosuchus suggerisce che l'origine dei Mesoeucrocodylia sia da ricercare tra le forme terrestri predatrici dai movimenti agili.

## Paleobiologia
È probabile che Hsisosuchus fosse un rettile terrestre agile e piuttosto veloce, che attaccava le sue prede con potenti morsi per tagliare brani di carne grazie ai denti seghettati e ricurvi.